# Маттіас Шиппек
Маттіас Шиппек (нім. Matthias Schippek; 18 травня 1909 — ?) — австрійський футболіст, що грав на позиції нападника.

## Життєпис
У дорослому футболі дебютував у сезоні 1928-29 в клубі «Вієнна». Грав за команду два роки, але був далеким від основного складу. Клуб двічі вигравав за цей час Кубок Австрії, але Шиппек жодного матчу в цьому турнірі не зіграв, а у чемпіонаті провів лише 4 матчі (1 гол). В 1930 році став гравцем «Флорідсдорфера», де був основним нападником півтора року. Посеред сезону 1931-32 перейшов у «Аустрію» (Відень). Володар Кубка Мітропи 1933 і Кубка Австрії 1933. У фіналах обох турнірів не грав, але виступав у попередніх раундах змагань. А ось у розіграші Кубка Австрії 1934, який «Аустрія» також виграла, жодного матчу не зіграв. 
Сезон 1934-35 провів у клубі «Відень».

## Титули і досягнення
- Фіналіст Кубка Австрії (1):

«Рапід» (Відень): 1932-1933
- Володар Кубка Мітропи (1):

«Аустрія» (Відень): 1933